# カトリック教会の歴史
カトリック教会の歴史（カトリックきょうかいのれきし）では、組織としてのローマ・カトリック教会の歴史およびカトリック神学の歴史について扱う。

## 古代
ローマ帝国に於いてキリスト教が公認されると、首都ローマの司教は聖ペトロの後継者であると自ら宣言し、神の国に入るための鍵を持っていると主張した。
ニカイア・コンスタンティノポリス信条をギリシア語からラテン語に訳す際に西方教会は「子からも」と付け加えた。カトリック教会に言わせると我々はイエス・キリストによってでしか救済されないのだから、これは改竄ではなく分かり易く意訳したのだという主張となる。これに対し東方教会は信条の改竄であり許されないという立場をとった。この時から両者の対立は始まっていた。
この頃、西ローマ帝国は衰退の一途を辿っていた。その原因をキリスト教徒に求めようとする人々に対し、ヒッポのアウグスティヌスは『神の国』を書き、反論した。

## 中世
8世紀頃、フランク王国の国王ピピン3世から土地を寄進され、教皇領が成立した。
異端審問や十字軍派遣といった強攻策も採られたが、中世カトリック教会は文化的に充実した実績を残した。ドミニコ会やフランシスコ会といった修道会もこの時期に設立された。アンセルムスやトマス・アクィナスといった神学者や、ダンテ・アリギエーリの『神曲』も書かれ、「煉獄」という考えかたが正式にカトリック教会の教義となっている。
1309年にフランス国王フィリップ4世によってフランス南部のアヴィニョンに教皇庁が移され、教皇は実質的にフランス国王の従属下に置かれることとなり、教会大分裂をもたらした。
14世紀になると、イタリアを中心にルネサンス運動が活発になり、ミケランジェロ・ブオナローティやレオナルド・ダ・ヴィンチ、ラファエロ・サンティといった芸術家が活躍した。教皇ユリウス2世はミケランジェロに依頼してシスティーナ礼拝堂の天井画を描かせた。

## 対抗宗教改革
ジャン・カルヴァンやマルティン・ルターらによる宗教改革が始まると、カトリック教会は直ちにそれを阻止する為に手を打った。トリエント公会議の際にヴルガータが教会の正式な聖書として承認された。
ローマ教皇庁はヨーロッパ各国に対しプロテスタントを採用しないように圧力を掛けた。国王ヘンリー8世の離婚問題以来プロテスタントとなっていたイングランド王国は、一時的にメアリー1世の時にはカトリックだったが、その後にエリザベス1世が女王として即位するとイングランド国教会が国教として定められ、カトリックの再国教化には失敗した。

## 近代
フランス革命の頃には啓蒙思想が台頭し、マクシミリアン・ロベスピエールは最高存在の祭典を開いた。カトリック教会は明確にこうした理性崇拝に反対し、フランス当局とは全面的に対立した。
18世紀になるとアジアへの布教活動も活発になった。パリ外国宣教会は東南アジアや中国、日本にも宣教師を派遣した。19世紀にはテオドール＝オギュスタン・フォルカードも来日した。
こうした活動の中心になったのは、イエズス会だった。彼らは中国宣教の際に皇帝に土下座したり儒教の習慣に従ったことで、典礼論争が起こった。スペイン継承戦争やオーストリア継承戦争の際にも教皇庁は影響力拡大とプロテスタントへの抵抗のために積極的に関与した。それでも世俗国家の台頭を防ぐ事は出来ず、結果的に国家権力が教会の力を凌駕する形が実質的に固まり、教皇庁もそれを受け入れざるを得なかった。教皇庁はフランスに対してガリカニスムの撤廃を要求したが、拒否された。
1869年12月8日に第1バチカン公会議が開催され、ここで教皇首位説や教皇不可謬説が承認された。これに反発した勢力が教会組織から脱退し、復古カトリック教会を設立した。この教会は現在でもオランダやスイスに残っている。
また、19世紀には一般信徒による聖書朗読が認められるようになった。プロテスタント各派では既に認められていたが、カトリック教会ではそれまで専門教育を受けた聖職者しか聖書を読むことは許されていなかった。

## 現代

### 20世紀
1929年にイタリアのベニート・ムッソリーニとの間でラテラノ条約が結ばれ、現在のバチカン市国が成立し、教皇領の歴史は終わりを告げた。
第二次世界大戦が始まると、バチカンはイタリア、クロアチア、スペインなどに成立したファシスト、若しくはそれに類似した政権を次々と承認した。オプス・デイもこの時期に設立された。その理由は共産主義やプロテスタントよりはマシだったからといったものだが、この決定は後に厳しく批判され、ユダヤ人の一部からはバチカンに対して戦争責任を問う声も挙がっている。
1960年代に入ると第2バチカン公会議が開かれ、この頃にはイヴ・コンガール、カール・ラーナー、アンリ・ドゥ・リュバックやハンス・ウルス・フォン・バルタサルといったリベラル派の神学者が活躍した。プロテスタント各派や東方正教会、マルクス主義との対話が続けられた。
1978年10月16日、当時社会主義国だったポーランド出身の枢機卿カロル・ユゼフ・ヴォワティワがヨハネ・パウロ2世として第264代ローマ教皇に就任した。
ほぼ同じ頃、バチカンは中華人民共和国と国交正常化を模索し始めた。

### 21世紀
2005年4月2日、教皇ヨハネ・パウロ2世は84年の生涯を閉じた。葬儀の際には各国の国家元首や政府の長が参列した。直ちにコンクラーヴェが行われ、ドイツ出身の枢機卿ヨーゼフ・ラッツィンガーが第265代ローマ教皇として選出され、ベネディクト16世と名乗った。
2006年9月12日、教皇ベネディクト16世はビザンティン皇帝マヌエル2世パレオロゴスの言葉を引用し、イスラム教は暴力的で危険な宗教であると断定した。ムスリム側の猛反発を受けベネディクト16世は直ちに謝罪したが、この一件により西洋諸国ではイスラム教に対する警戒感が高まった。
その後、2007年7月に中国天主教愛国会の副主席劉柏年がローマ教皇の中国訪問を要求したが、実現しなかった。2009年12月3日にはベネディクト16世はロシアのメドヴェージェフ大統領と会談した他、同年12月11日にベトナムのグエン・ミン・チェット国家主席とも会談し、それぞれの国家と国交正常化のために協議を重ねる事で合意した。
2013年2月28日、教皇ベネディクト16世は高齢を理由に生前退位し、後に名誉教皇となった。退位表明を受けてコンクラーヴェが行われ、3月13日に後継者としてフランシスコが選出され、3月19日に着座した。